# Recilia lactipennis
Recilia lactipennis là loài côn trùng thuộc họ Cicadellidae, bộ Cánh nửa. Loài này được Kramer miên tả năm 1962.